# Kwan
Kwan (관 hanja: 館) betekent in het Koreaans letterlijk 'gebouw' of 'hal', maar wanneer het gebruikt wordt in de context van Koreaanse vechtkunsten kan het ook referen aan een school of clan van vechtkunst beoefenaars die dezelfde stijl of leraar volgen.
De leider van een kwan heeft de titel kwanjang (관장) en wordt aangesproken met de beleefdheidsvorm kwanjangnim (관장님).
Een kwan kan bestaan uit meerder aangesloten dojang.